# Two-pass编码
编码，是指把文件编码两次，通常在影片制作中运用。
在视频编码中，第一次编码中会创建一些临时性的的文件（*.log）。而第二次编码中，将使用临时文件的比特率数据创建输出文件，最后产生的文件将有好得多的图象质量。